# Mimegralla albipes
Mimegralla albipes är en tvåvingeart som beskrevs av Willi Hennig 1935. Mimegralla albipes ingår i släktet Mimegralla och familjen skridflugor.
Artens utbredningsområde är Sierra Leone. Inga underarter finns listade i Catalogue of Life.